# Panorpa baohwashana
Panorpa baohwashana är en näbbsländeart som beskrevs av Cheng 1957. Panorpa baohwashana ingår i släktet Panorpa och familjen skorpionsländor. Inga underarter finns listade i Catalogue of Life.